# Ahmedabad (huyện)
Huyện Ahmedabad là một huyện thuộc bang Gujarat, Ấn Độ. Thủ phủ huyện Ahmedabad đóng ở Ahmedabad. Huyện Ahmedabad có diện tích 8707 ki lô mét vuông. Đến thời điểm năm 2001, huyện Ahmedabad có dân số 5808378 người.